# Віржил Пенсон
Віржил Пенсон (фр. Virgile Pinson, нар. 22 лютого 1996, Сенон) — французький футболіст, нападник вірменського клубу «Ноах». Виступав також за низку європейських клубів. Чемпіон Вірменії та володар Кубка Вірменії.

## Ігрова кар'єра
Віржил Пенсон народився 1996 року в місті Сенон, та є вихованцем футбольної школи клубу «Гавр». У 2014 році Пенсон розпочав грати за другу команду клубу «Клермон», в якій грав до 2015 року. У 2015—2016 роках футболіст грав у нижчоліговому бельгійському клубі «Волуве-Завентем», після чого в 2016 році перейшов до французького клубу «Лімож».
У 2017 році Віржил Пенсон став гравцем турецького клубу «Антальяспор», проте в ньому в основному складі не грав, і в 2018 році перейшов до французького клубу «Реймс», у складі якого грав до 2020 року. Протягом 2020—2021 років Пенсон грав у складі французького клубу «Кевії».
У 2021 році французький нападник став гравцем болгарського клубу «Локомотив» (Софія). У 2022 році Пенсон перейшов до румунського клубу «Ботошані», де в 2023 році потрапив у скандал з договірними матчами, та разом із Жаном-Армелем Дроле був переведений до резервної команди клубу.
У 2024 році Віржил Пенсон став гравцем вірменського клубу «Ноах». У складі команди футболіст у сезоні 2024—2024 років став чемпіоном Вірменії та володарем Кубка Вірменії.

## Титули і досягнення
- Чемпіон Вірменії (1):

«Ноах»: 2024–2025
- Володар Кубка Вірменії (1):

«Ноах»: 2024–2025